# 布賴特斯塔爾 (阿拉巴馬州)
布賴特斯塔爾（英語：Bright Star）是一個位於美國阿拉巴馬州布朗特縣的非建制地區。該地的面積和人口皆未知。

## 地理
布賴特斯塔爾的座標為34°09′43″N 86°25′49″W / 34.162078°N 86.430278°W，而該地最高點為海拔高度273米（即896英尺）。